# Transaustraliano
El ferrocarril Transaustraliano (del inglés: Trans-Australian Railway) es un ferrocarril transcontinental en Australia que conecta la costa este con la costa oeste de ese país. La línea férrea cruza la Llanura de Nullarbor desde Port Augusta en Australia del Sur hasta Kalgoorlie en Australia Occidental e incluye el tramo más largo de líneas férreas completamente rectas en el mundo, los 478 km entre el km 797 al oeste de Ooldea y el km 1275 al oeste de Loongana.
La línea es una importante ruta de carga entre Australia Occidental y los estados orientales. Actualmente existen dos servicios de pasajeros que también la utilizan, la Indian Pacific en su totalidad y The Ghan entre Port Augusta y Tarcoola. Los primeros servicios de pasajeros en la ruta eran conocidos como el Transaustraliano o, más comúnmente, como "el Trans".

## Historia
En 1901, las seis colonias australianas se federaron para formar la Mancomunidad de Australia. En ese entonces, Perth, la capital de Australia Occidental, estaba aislada del resto de los estados australianos por varios miles de km de desierto y el único método práctico de transporte era por barco, un viaje largo, inconveniente y a menudo incómodo a través de la Gran Bahía Australiana, una bahía conocida por sus difíciles aguas. Una de las promesas que se le hicieron a los australianos occidentales para que se unan a la nueva federación fue la construcción de una línea de ferrocarril financianda por el gobierno federal que conecte a Australia Occidental con el resto del país. En 1907 la legislación que dio la luz verde para iniciar trabajos preliminares para esta línea fue aprobada, lo que permitió que se realicen exploraciones para su construcción.
La exploración fue completada en 1909 y se propuso una ruta dede Port Augusta (utilizando la estación terminal en Spencer Gulf en los campos de trigo de Australia del Sur) pasando por Tarcoola hasta el centro minero de Kalgoorlie en Australia Occidental, cubriendo una distancia de 1.711 km. La línea debía ser de trocha estándar, pese a que en ese entonces los sistemas de trenes estatales en ambos extremos utilizaban anchos de vía estrechos. El costo del proyecto se estimó en 4.045.000 de libras esterlinas.
La legislación necesaria para su construcción fue aprobada el diciembre de 1911 por el gobierno laborista de Andrew Fisher y se comisionó a Commonwealth Railways para construir la línea en 1912. Los trabajos de construcción comenzaron en septiembre de 1912 en Port Augusta.
Las obras continuaron hacia el este desde Kalgoorlie y hacia el oeste desde Port Augusta durante los años de la Primera Guerra Mundial. La construcción continuó en forma normal a medida que la línea se extendía a lo largo de regiones áridas y desoladas hasta que los dos extremos se encontraron el 17 de octubre de 1917.
La totalidad de las rutas entre ciudades no fueron convertidas a trocha estándar hasta los años 1970.

## Servicio de transporte de pasajeros
En su inauguración, el servicio de pasajeros era conocido como el Expreso Transaustraliano. Al final de su existencia como un servicio de transporte de pasajeros, el trayecto entre Kalgoorlie y Port Augusta era conocido como el Transaustraliano. Fue reemplazado por el servicio conocido hoy en día como el Indian Pacific.
Desde su construcción hasta 1996, el Tren del Té y el Azúcar (en inglés, Tea and Sugar Train) transportó suministros vitales a puestos de trabajo aislados y pueblos a lo largo de la ruta.

## Terreno
La distancia final cubierta por la línea fue de 1.692,60 km, un poco menos de lo que se había estimado inicialmente. La ruta no cruza ningún cuerpo de agua dulce en ningún punto. Se construyeron pozos y tanques de agua en varios intervalos, pero muchas veces el agua era salobre y no era adecuada para su uso en una locomotora a diésel, mucho menos para consumo humano, por lo que se debió acarrear agua en el tren. En los días de las locomotoras a vapor, aproximadamente la mitad de la carga era agua para el motor.

## Estaciones
La mayoría de las estaciones entre los paralelos 129 y 134 este de la línea en Australia del Sur (con excepción de Deakin, que se encuentra 3 km dentro de la frontera del Estado de Australia Occidental) recibieron el nombre de los primeros siete primeros ministros de Australia.
| Nombre del primer ministro | Primer ministro Número | Distancia de Port Augusta |
| -------------------------- | ---------------------- | ------------------------- |
| Deakin                     | Segundo                | 599 millas (964 km)       |
| Hughes                     | Séptimo                | 567 millas (912,5 km)     |
| Cook                       | Sexto                  | 513 millas (825,6 km)     |
| Fisher                     | Quinto                 | 479 millas (770,9 km)     |
| Reid                       | Cuarto                 | 460 millas (740,3 km)     |
| Watson                     | Tercero                | 445 millas (716,2 km)     |
| Barton                     | Primero                | 376 millas (605,1 km)     |

## Operaciones

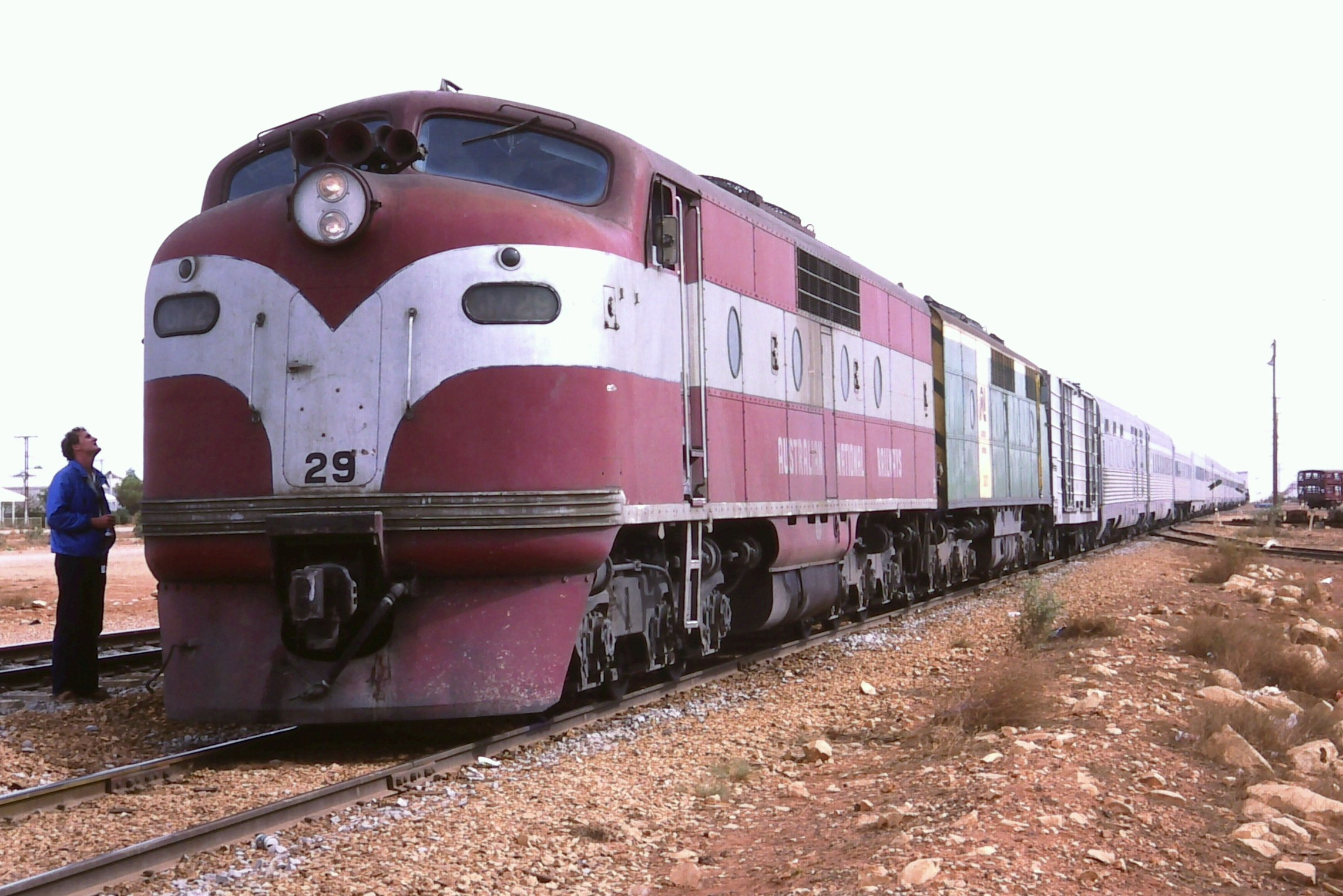
Locomotoras GM29 y GM3 en dirección a Adelaide en el Transaustraliano, Rawlinna, Australia Occidental, 1986.

Debido a los inevitables problemas para encontrar agua adecuada para las locomotoras a vapor en el desierto, el primer ingeniero de la ruta, Henry Deane tenía en mente utilizar locomotoras a diésel en el Transaustraliano. LLegó hasta solicitar información de potenciales fabricantes. Desafortunadamente, un escándalo que involucró el suministro de traviesas hizo que Deane renunciara antes de que su propuesta de locomotoras a diésel haya avanzado lo suficiente.
En un principio, el tren era arrastrado por locomotoras clase G (similares a la North Wales 32 class de 1938 de clase C). No fue sino hasta 1951 que los trenes de pasajeros en el Transaustraliano comenzaron a utilizar locomotoras a diésel clase GM.
El Transaustraliano tenía originalmente cruces de 400 metros cada 100 km, aproximadamente. A medida que el tráfico se incrementó, el número de cruces aumentó. Para poder soportar trenes más largos, los cruces se hicieron más largos hasta que en 2008 todos tenían por lo menos 1800 m de longitud y se encontraban a intervalos de entre 30 y 60 km.
La mayoría de los cruces no cuentan con operarios y las tripulaciones de los trenes los operan cuando son necesarios. Actualmente cuenta con puntos de auto restauración, para que estos se vuelvan a enderezar una vez que un tren haya dejado el cruce. Los cruces también cuentan con controles por radio, que permiten a las tripulaciones de los trenes activar los puntos a medida que se acercan a ellos.